# Volkswrecksmuseum
Le Volkswrecksmuseum est un musée de Volkswagen Oldtimer qui se situe en Suisse, dans le canton de Neuchâtel (Val-de-Travers), à Saint-Sulpice. Le musée est ouvert d'avril à fin octobre, tous les week-ends.
L'aventure a débuté pour son fondateur, Stéphane Leuba, dans les années 1990 lorsqu'il a acheté son premier bus Volkswagen et sa première Volkswagen Coccinelle. Depuis, il a commencé à récupérer toutes sortes de voitures Volkswagen à refroidissement par air et même à les déterrer dans des forêts.
En 2008, il crée le Volkswrecksmuseum dans l'ancienne usine à ciment de Saint-Sulpice. Là, plus de 150 voitures sont mises en scène telles qu'elles ont été retrouvées.